# Écluse de Bradford

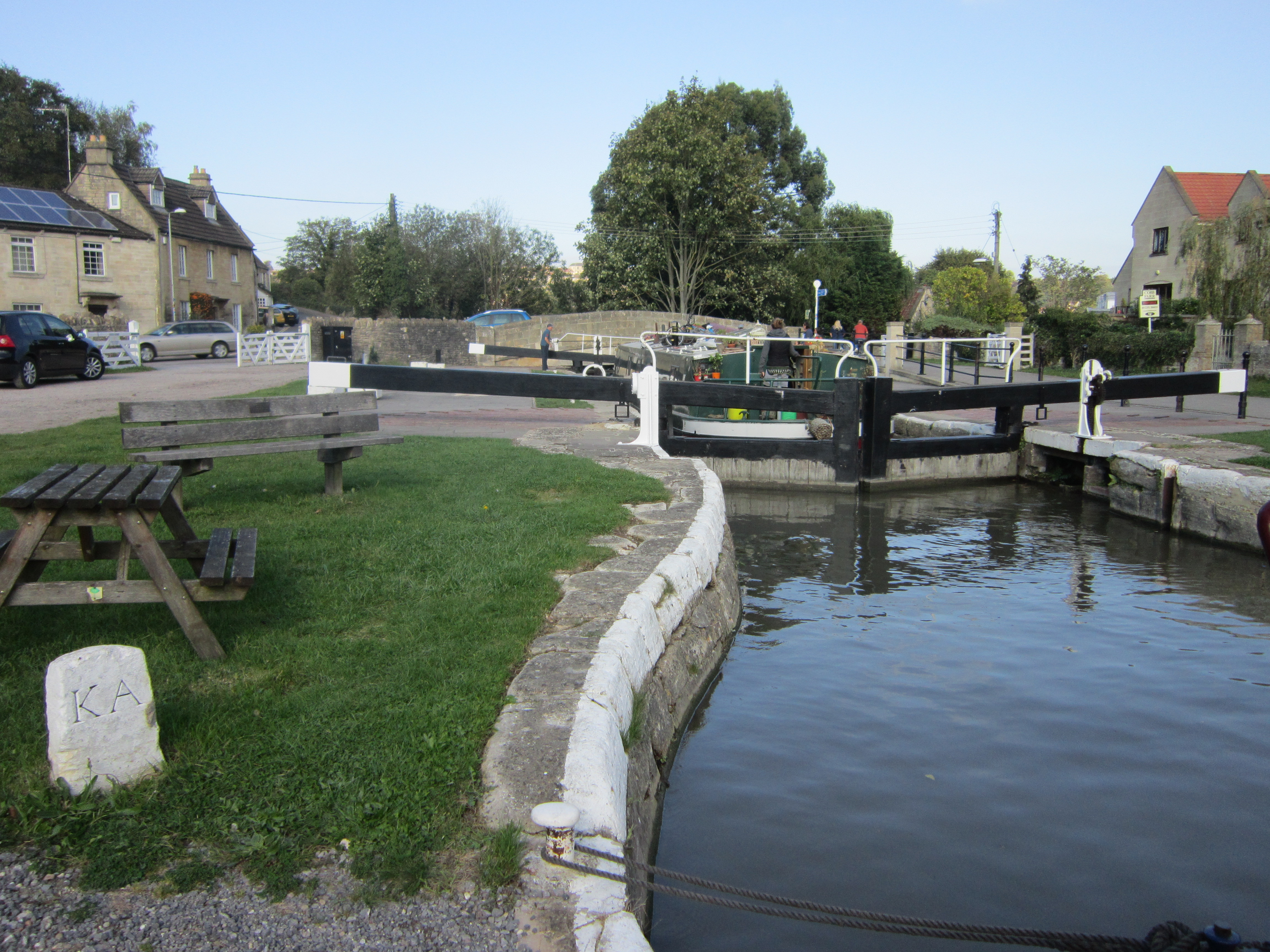

L’écluse de Bradford est une écluse située à Bradford on Avon sur le canal Kennet et Avon, en Angleterre.
C'est à Bradford on Avon que la première pelletée de terre a été prélevée pour le percement du canal Kennet et Avon en 1794. Il y avait des quais en amont et en aval de l’écluse. L’écluse permet de franchir un dénivelé de 3,81 m (12 pi 6 po).
Il y a des amarrages en amont et en aval de l’écluse de Bradford. À côté du canal, un peu à l'ouest de l’écluse, est une énorme grange dîmière du XIVe siècle. À côté de l’écluse se trouve le quai de Bradford où sont situés plusieurs bâtiments historiques associés au canal. La maison du gardien du quai qui a été le foyer de l'employé de la Compagnie du canal qui gérait le quai. Il y avait un quai de jaugeage où les bateaux sur le canal étaient mesurés et pesés afin de déterminer le prix du péage.

## Galerie

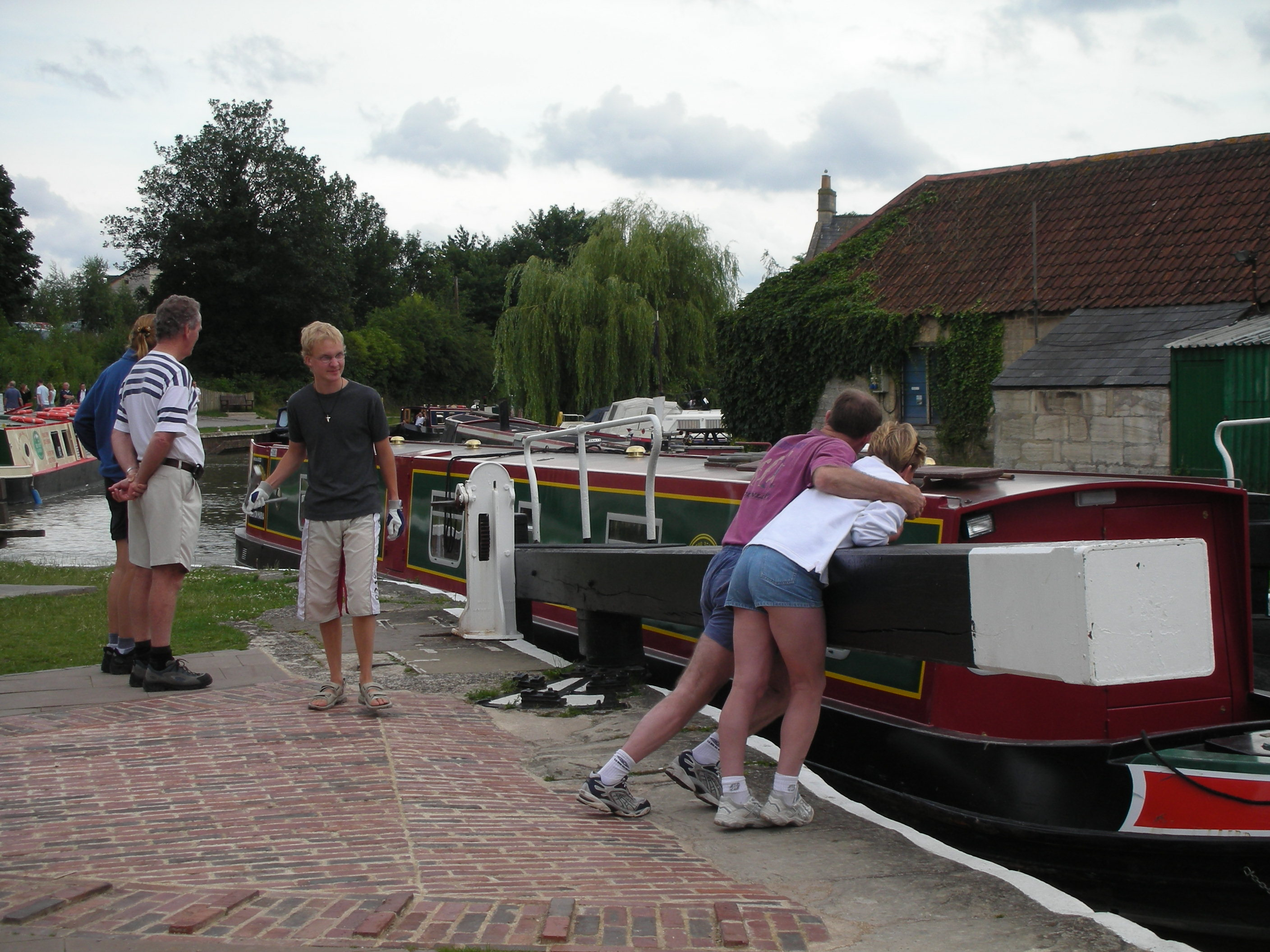
Un été à l'écluse de Bradford
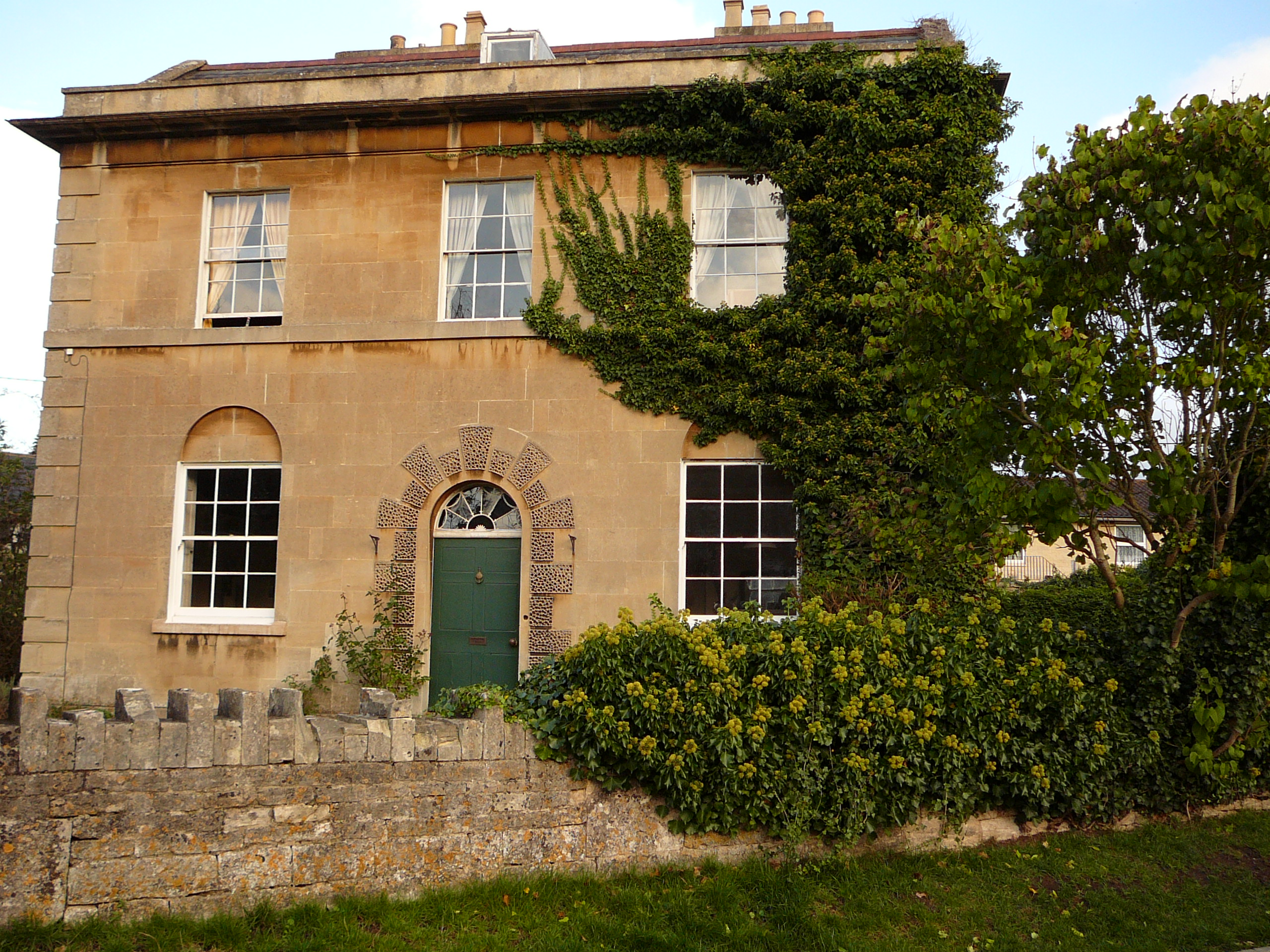
Maison du gardien du quai sur le quai de Bradford